# San Jose Oaks Soccer Club
I San Jose Oaks Soccer Club è stata una società di calcio statunitense, con sede a San Jose, California.

## Storia
I San Jose Oaks Soccer Club vennero fondati nel 1974. Nel 1992, sotto la guida dell'inglese Chris Dangerfield, il club ottenne il suo più importante successo, vincendo la U.S. Open Cup 1992, battendo in finale il B. Vasco da Gama.
Come detentrice della coppa nazionale gli Oaks parteciparono alla Coppa delle Coppe CONCACAF 1993, venendo eliminati al primo turno dai futuri vincitori del Monterrey.

## Allenatori
- 1992-1992  Chris Dangerfield

## Palmarès

### Competizioni nazionali
- U.S. Open Cup: 1

1992